# London Grammar
London Grammar je britská indie hudební skupina, kterou tvoří tvoří Dan Rothman (kytara), Dominic "Dot" Major (klávesy, djembe, bicí) a zpěvačka Hannah Reid, která pro kapelu píše i texty. London Grammar jsou typičtí především melancholickou a zasněnou náladou svých písní a výrazným hlasem jejich zpěvačky.

## Kariéra
Hannah Reid vyrůstala v západním Londýně, původně studovala klasický zpěv a chtěla se stát psychoanalytičkou. Dan Rothman a Dominic Major se poznali v roce 2009 během univerzitních studií v Nottinghamu a Hannah později objevili na sociální síti Facebook a požádali ji o texty. O svých prvních textech pro kapelu hovoří jejich zpěvačka jako o velmi osobních. V roce 2011 po studiích přesídlili do Londýna, kde se pokusili prorazit. První singl „Hey Now“ vyšel kapele v roce 2012 a v roce 2013 vydali své debutové album If You Wait. Na singlu „Help Me Lose My Mind“ z alba spolupracovali i se známým duem Disclosure. Alba se prodalo přes 2 miliony kopií a vyneslo jim nominaci na BRIT Awards.
Po roce od vydání prvního alba se jejich zpěvačka začala potýkat se zdravotními problémy během rozsáhlého celosvětového turné. Co bylo původně považováno jen za vyčerpání, které postihlo celou kapelu z důvodu přílišné náročnosti turné, se u ní ukázalo i jako dopad trvalé trémy při vystupování. Ta se začala projevovat dlouhodobými obtížemi psychického i fyzického rázu. Kapela odložila část svého turné a po odpočinku se v roce 2015 vrátila k nahrávání dalšího alba. V červnu 2017 vydali po čtyřleté odmlce druhé album Truth Is A Beautiful Thing. 
London Grammar se v ČR měli objevit v roce 2018 na festivalu Colours of Ostrava, ale vystoupení na poslední chvíli zrušili ze zdravotních důvodů.

## Diskografie
London Grammar vydali tři studiová alba:
- If You Wait (2013)
- Truth Is a Beautiful Thing (2017)
- Californian Soil (2021)
- The Greatest Love (2024)